# مؤسسة الحق
مؤسسة الحق هي منظمة فلسطينية مستقلة لحقوق الإنسان. تأسست في عام 1979. تراقب وتوثق انتهاكات حقوق الإنسان من قبل أطراف النزاع الإسرائيلي الفلسطيني، وتصدر تقارير عن نتائجها وتنتج دراسات قانونية مفصلة.

## التأسيس
تأسست منظمة الحق عام 1979، ومقرها في رام الله بالضفة الغربية، وقد كانت من أوائل منظمات حقوق الإنسان التي تأسست في العالم العربي.

## أبرز العضويات
- تتمتع منظمة الحق بالصفة الاستشارية لدى المجلس الاقتصادي والاجتماعي للأمم المتحدة.[2]
- عضو الشبكة الأورومتوسطية لحقوق الإنسان.[2]
- عضو المنظمة الدولية لمناهضة التعذيب.[2]
- عضو التحالف الدولي للموئل.[2]
- عضو لجنة الحقوقيين الدوليين في جنيف.[2]
- عضو شبكة المنظمات الأهلية الفلسطينية.[2]

## تصنيف إسرائيل لها كإرهابية
قام وزير الأمن الإسرائيلي، الجنرال المتقاعد من الجيش الإسرائيلي بني غانتس ، بتصنيف مؤسسة الحق وخمس منظمات مجتمع مدني فلسطينية أخرى كـ «منظمات إرهابية» في 19 تشرين الأول (أكتوبر) 2021، وذلك بموجب قانون مكافحة الإرهاب المحلي الإسرائيلي، وأدين ذلك التصنيف الإسرائيلي بوضوح من المنظمات الحقوقية مثل منظمة العفو الدولية، وهيومان رايتس ووتش وبتسيلم الإسرائيلية.

## أبرز الجوائز
- جائزة كارتر-منيل لحقوق الإنسان، عام 1989.[4]
- جائزة ريبوك لحقوق الإنسان، عام 1990.[5]
- وسام "Geuzen"، عام 2009.[6]

## وصلات خارجية
- الموقع الإلكتروني الرسمي لمنظمة الحق